# Patersonia spirafolia
Patersonia spirafolia är en irisväxtart som beskrevs av Gregory John Keighery. Patersonia spirafolia ingår i släktet Patersonia och familjen irisväxter. Inga underarter finns listade i Catalogue of Life.